# 安吉洛州立大學
安吉洛州立大學 （英語：Angelo State University），是一所位于美国德克萨斯州聖安吉洛的研究型大学，学校成立于1928年，當時名為聖安吉洛學院（英文：San Angelo College）。隨後，該校獲得了大學地位，並於1967年頒發第一個學士學位，1969年頒發研究生學位，同年更名為安吉洛州立大學。它提供50個本科課程和31個研究生課程。它是德克薩斯理工大學系統中的第二大校區。

## 排名
在《美國新聞與世界報導》雜誌的排名中，2016年最佳大學報告中將安吉洛州立大學的在線研究生教育項目評為全美第36位，其護理學研究生學位在全美排名第39位。美國退伍軍人雜誌在其2015年退伍軍人友好學校名單中將安吉洛州立大學列為「最佳中的最佳」。《華爾街日報》將安吉洛州立大學評為2016年全美「75所領先的財務規劃師學校」之一。《高等教育紀事報》（英語：The Chronicle of Higher Education）將安吉洛州立大學評為2018年全國「最適合工作的大學」之一。該校同時是《紀事報》全美認可的僅有的84所高等教育機構之一，也是僅有的42所高等教育機構之一。入選2018年榮譽榜的機構。2018年安吉洛州立大學連續第四年同時入選「最適合工作的大學」名單和榮譽榜。

## 外部連結
- 官方网站
- 安吉洛州立大學的Facebook專頁
- 安吉洛州立大學的X（前Twitter）
- YouTube上的
- 安吉洛州立大學的Instagram帳戶

31°26′15″N 100°27′30″W / 31.4375°N 100.4583°W